# Bocskai Erzsébet
Bocskói és kismarjai Bocskai Erzsébet (1550-es évek – Gyulafehérvár, 1581. február 15.) erdélyi fejedelemasszony, Bocskai István nővére, Báthory Kristóf felesége, Báthory Zsigmond édesanyja.

A kismarja Bocskai család címere

## Élete
Középbirtokos nemesi család sarja. Apja bocskói Bocskai György (fl. 1556–1571), földbirtokos, anyja lecskei Sulyok Krisztina (fl. 1557). Anyai nagyszülei lecskei Sulyok Balázs (fl. 1521–1542), királyi főkamarás, földbirtokos és gersei Pethő Erzsébet voltak. Bocskai Erzsébet Bocskai Istvánnak, a későbbi erdélyi fejedelemnek nővére volt. Anyai dédanyja, lecskei Sulyok Istvánné enyingi Török Krisztina, enyingi Török Ambrus főispánnak és thapsoni Anthymus Ilonának a leánya volt; Anthymus Ilonának az apja thapsoni Anthymus János (fl. 1417–1485), földbirtokos, az apai nagyapja thapsoni Anthymus János (fl. 1368–1423) mester, alnádor 1408 és 1419 között, 1397-ben Szlavónia vice-bánja és körös vármegyei ispán, földbirtokos volt.
1571-ben férjhez ment Báthory Kristóf váradi kapitányhoz, aki a János Zsigmond fejedelemnek 1571. március 14-én bekövetkezett halála után fejedelemmé választott Báthory Istvánnak volt a bátyja. Néhány évvel később, 1576-ban Báthory Istvánt a lengyel rendek királyukká választották. Báthory elfogadta a lengyel trónt, ellenben az erdélyi fejedelmi címről nem mondott le, hanem Krakkóba tette át székhelyét, Erdély kormányzását pedig bátyjára, Báthory Kristófra bízta, aki mint vajda vitte a kormányt a fejedelemségben.
Bocskai Erzsébet buzgó híve és támogatója volt a magyarországi reformáció terjesztésének, maga is nagy pénzösszegekkel támogatta Károli Gáspár Biblia-fordító munkáját, melynek nagy szorgalmazója volt.
Bocskai Erzsébet 1581. február 15-én halt meg Gyulafehérvárott, a Gyulafehérvári érseki székesegyházban temették el. Férje néhány hónappal később, május 27-én követte őt. Kiskorú fiukat, a 9 éves Báthory Zsigmondot a kolozsvári országgyűlés 1581 májusában fejedelemmé választotta, helyette előbb apai nagybátyja, a Krakkóban székelő Báthory István, majd ennek halála után, 1586-tól anyai nagybátyja, Bocskai István kormányzott.

## Családja
Az 1571-ben somylói Báthory Kristóffal kötött házasságából négy fia és egy leánya született:
- Zsigmond (1572–1613) erdélyi vajda, majd fejedelem; neje: Habsburg Mária Krisztina főhercegnő (1574–1621)
- Griseldis (?–1590); férje: Jan Zamoyski (1542–1603) lengyel királyi kancellár
- Miklós (1567–1576)
- Boldizsár (?–1577)
- ismeretlen fiú